# Экспедиция Уолсли
«Экспедиция Уолсли» — военная операция британской армии в 1870 году для противостояния отрядам восставших канадских метисов под руководством Луи Риеля во время восстания на Ред-Ривер, на территории современной канадской провинции Манитоба. Другой целью экспедиции было сдерживание американской экспансии в приграничных районах. Отрядом командовал полковник Гарнет Вулзли (Уолсли).

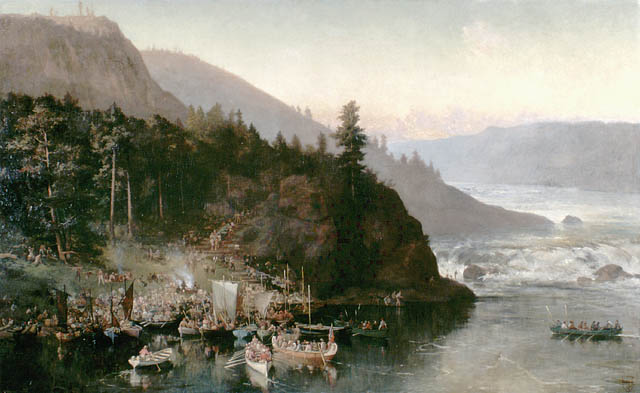
«Экспедиция к Ред-ривер у водопада Какабека». Худ. Франсис Анна Хопкинс (1877)

## История

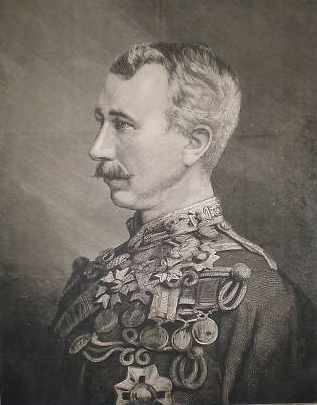
Генерал-майор Гарнет Вулзли

Экспедиция под руководством полковника Гарнета Уолсли выехала из Торонто в попытке воспрепятствовать планам Риеля. Правительством США было отказано в пересечении границы войсками. Многие полагали, что невозможно военному отряду пройти по западной части провинции только по канадской территории. Дорога Доусона начала строиться только три года назад и на большом протяжении железнодорожнодорожные пути ещё не были проложены. Экспедиция на пароходе пересекла Джорджиан-Бей и озеро Гурон, затем через канал Су, где живая сила и техника перевозились по канадской стороне, через озеро Верхнее к Тандер-Бей. Там войска на небольших лодках проплыли до озера Шебандован и пересекли его. Следуя дальше на запад, они прошли через Форт Фрэнсис на озере Вудс. Далее вниз по реке Виннипег и через южный бассейн озера Виннипег до Ред-Ривер. 
Наконец, в конце августа 1870 года отряд прибыл в Форт Гарри. Уолсли немедленно начал наступление на Верхний Форт Гарри. Узнав об этом, Риель и его последователи покинули крепость. Таким образом цель экспедиции была бескровно достигнута. Рассказ очевидца о прибытии экспедиции в Верхней Форт Гарри был напечатан Уильямом Перреном (солдатом 60-го пехотного полка) в газете Manitoba Free Press в августе 1900 года, в честь 30-летия проведения экспедиции. Экспедиция, по мнению военных историков, была одной из самых трудных в истории Канады. Более 1000 человек в летнюю жару, страдая от укусов мошкары, перевезли всю свою амуницию, включая пушки, через сотни километров пустынных земель, местами волоком. После успешного завершения экспедиции Уолсли написал благодарственное письмо в знак признания экстраординарных усилий своих людей.

## Имперские воинские соединения принимавшие участие в подавлении восстания на Красной реке
- 60-й пехотный полк
- 1-я стрелковая часть Онтарио
- 2-я стрелковая часть Квебека
- Рейнджеры королевы Йорк
- Стрелковый батальон провинции
- Артиллерийский батальон провинции